# Clemenskerk in Zamoskvoretsje
De Clemenskerk of Kerk van de Heilige Clemens (Russisch: Церковь Климента папы Римского) is een van de twee Russische orthodoxe kerken in Moskou gewijd aan de romeinse Paus Clemens I. Het imposante gebouw met twee verdiepingen is bekroond met vijf koepels. De Clemenskerk ligt in het centrum van Moskou, in de wijk Zamoskvoretsje aan de Pjatnitskaja oelitsa. Het is een van de mooiste barokke kerken in Moskou.

## Geschiedenis
De kerk werd gebouwd in 1720 ter vervanging een kerk uit 1652. Het ontwerp wordt toegeschreven aan de Italiaanse architect Pietro Antonio Trezzini. In de jaren 1756-1758 werden een refter en klokkentoren toegevoegd.

### Sluiting
In 1929 werd de kerk voor de eredienst gesloten. Het gebouw werd bestemd als dependance van de Russische Staatsbibliotheek. Het fraaie barokke interieur en de iconostase overleefden de anti-religieuze politiek van de Sovjet-Unie.

### Heropening
Vanaf 2002-2005 wordt het gebouw gedeeltelijk teruggegeven aan de kerk. Het gebouw bevond zich echter een deplorabele toestand. Volledig teruggave vond plaats in 2008. In hetzelfde jaar werd een aanvang gemaakt met de restauratie van het gebouw.